# SNA
SNA, Systems Network Architecture je ucelená sada komunikačních protokolů vyvinutá firmou IBM a publikovaná v roce 1974. Zahrnuje obecný popis komunikační struktury, definici formátů a protokolů sloužících k přenosu informací mezi softwarem a hardwarem IBM umožňující vytvoření globální sítě sálových počítačů IBM.
SNA je sedmivrstevná sada síťových protokolů, jejíž členění se podobá, ale není totožné s referenčním modelem OSI:
- fyzické řízení (anglicky Physical Control) – definuje generování a kódování elektrických signálů, fungování fyzických rozhraní, topologii sítě a komunikační média (např. kabely)
- řízení datového spoje (anglicky Data link control, DLC) – zahrnuje několik protokolů linkové vrstvy, včetně SDLC pro hierarchické sítě tvořené sériovými linkami a token ring pro lokální sítě; odpovídá vrstvě datového spojení (Data Link Layer) OSI (ale nepokrývá všechny její funkce);
- řízení cest (anglicky Path Control) – poskytuje adresování, směrování a fragmentaci a defragmentaci datových paketů, čímž pokrývá část funkcí linkové a síťové vrstvy OSI;
- řízení přenosu (anglicky Transmission Control) – umožňuje správu spojení, včetně šifrování a dešifrování dat; přibližně odpovídá síťové a transportní vrstvě OSI;
- řízení toku dat (anglicky Data flow Control) – úroveň řízení toku dat, včetně vytváření spojení, řazení dat, přerušení přenosu na vyžádání a komunikaci ve skupině; odpovídá transportní a relační vrstvě OSI;
- prezentační služby (anglicky Presentation Services) – zabezpečuje konverze dat mezi různými formáty, sdílení zdrojů a synchronizaci transakcí. Obsahuje některé funkce relační, prezentační a aplikační vrstvy OSI;
- transakční služby (anglicky Transaction Services) – umožňují distribuované zpracování a správu dat.